# Uśmiechnij się!
Uśmiechnij się! – piąty album zespołu Chłopcy z Placu Broni wydany w 1996 roku nakładem wytwórni Koch International.
Foto: Beata Pędzińska, Magda Krzystek, Maciek Kozłowski.

## Lista utworów
źródło:
| Nr  | Tytuł utworu                                   | Długość |
| --- | ---------------------------------------------- | ------- |
| 1.  | „Uśmiechnij się, życie nie jest twoim wrogiem” | 5:04    |
| 2.  | „Kochanie, tęsknię do ciebie”                  | 4:21    |
| 3.  | „Coś na drogę”                                 | 5:34    |
| 4.  | „Umierać nie chce nikt”                        | 2:38    |
| 5.  | „Specjalne zaproszenie”                        | 2:11    |
| 6.  | „Potrzebuję twojej miłości”                    | 2:36    |
| 7.  | „Jeśli nie wrócisz”                            | 2:59    |
| 8.  | „Tak miło kochać się z tobą”                   | 3:27    |
| 9.  | „Dzisiaj to musisz być ty”                     | 3:20    |
| 10. | „Tak jeszcze nikt nie kochał mnie”             | 2:58    |
| 11. | „Ja to ty”                                     | 5:18    |
| 12. | „Wczesny ranek”                                | 3:02    |
| 13. | „Kochaj”                                       | 3:39    |
| 14. | „Miłość od pierwszego wejrzenia”               | 4:01    |
| 15. | „Kocham Cię”                                   | 4:47    |
|     |                                                | 55:55   |

## Twórcy
Źródło:.
- Bogdan Łyszkiewicz – śpiew, gitara akustyczna, gitara, organy Hammonda, organy, harmonijka ustna
- Franz Dreadhunter – gitara basowa
- Jacek Królik – gitara
- Siergiej Pieriekriestov – gitara
- Grzegorz Schneider – perkusja

gościnnie
- Wojciech Kowalewski – instrumenty perkusyjne
- Rafał Paczkowski – organy Hammonda, chórki
- Piotr Stawski – Kwartet i Orkiestra Smyczkowa
- Adam Sztaba – instrumenty klawiszowe
- Jacek Wąsowski – banjo, gitara, mandolina